# Gnojnice (Ukraina)
Gnojnice (ukr. Глиниці) – wieś na Ukrainie, w rejonie jaworowskim obwodu lwowskiego. Leżą na Płaskowyżu Tarnogrodzkim. Liczą 1375 mieszkańców.

## Historia
Wieś szlachecka Gnoinice, własność Fredrów, położona była w 1589 roku w ziemi przemyskiej województwa ruskiego.
Dawniej wieś w powiecie jaworowskim. Pod koniec XIX grupa domów nosiła nazwę Kopanie. W latach 1920–1934 Gnojnice stanowiły gminę jednostkową w powiecie jaworowskim w woj. lwowskim w Polsce. 1 sierpnia 1934 roku w związku z reformą scaleniową Gnojnice weszły w skład nowo utworzonej zbiorowej gminy Gnojnice w powiecie jaworowskim.
W latach 1944-1945 nacjonaliści ukraińscy z OUN-UPA zamordowali tutaj 30 Polaków. Po wojnie zostały odłączone od Polski i włączone w struktury Ukraińskiej SRR.

## Urodzeni
- Apolinary Tarnawski urodził się 6 lipca 1851 w Gnojnicach – polski lekarz, pionier przyrodolecznictwa w Polsce, założyciel znanego nowoczesnego sanatorium w Kosowie koło Kołomyi na Pokuciu.